# Anattá
Anattá (páli), anátman (sanskrt, skt.) se skládá ze dvou slov, an = ne a attá (átman) = individuální podstata, individuální já, individuální identita, individuální osobnost nebo jednoduše individuálno. Překlad tedy může znít „bezpodstatnost individuality“, „ne-já“, „neidentičnost individuality“, „neosobnost individuality“ nebo „neindividuálno“.
Anattá tvoří základní kámen Buddhova učení. Je to také charakteristický znak buddhismu, který není k nalezení v jiném náboženství nebo duchovním směru. Jedná se o nejnepochopitelnější, nejmylněji vykládaný a nejpřekrucovanější pojem Buddhovy nauky.[zdroj?]
Dle buddhismu jde o jeden ze tří základních charakteristických znaků veškeré existence. Zbylé dva jsou pomíjivost (aničča, skt. anitja) a strastiplnost (dukkha, skt. duhkha).

## Přehled
Podle tohoto učení se v žádných jevech veškeré existence nenachází neměnná individuální podstata. Neexistuje žádná individuální čili jednotlivá podstata individuálních entit sama o sobě, která by byla skutečná a neměnná. Veškeré fenomény jsou ve své individuálnosti čili jednotlivosti iluzorní. Ke správnému pochopení anátmanu je v první řadě nutné učinit vhled do tří charakteristik veškeré existence (vipassaná). Tím bytost rozpozná myšlenky jako "JÁ" či "MOJE" pouze jako další bezpodstatné pomíjivé jevy. Postupně tak dochází k rozpadu ega. Popření átma coby původně hinduistického pojmu je též popřením paramátma, transcendentního individuálna, takže z pojmu anátma plyne také závěr, že není nic, co bychom mohli označit za tvůrce, hybatele či řídící autoritu světa v nadpřirozenu či nad přirozeností jevů, protože vše je produktem neustálého vznikání a zanikání podmíněných jevů. Buddhismus připouští jen transcendentního Původce, z jehož věčného a něměnného meditačního prodlévání v transcendentnu se už vše utváří samo (viz Adi Buddha) ve věčném procesu vznikání a zanikání.

## Prázdné shluky
Jsme složeni z neustále se měnících individuálních shluků mentálních a tělesných procesů, které se dají rozdělit do pěti skupin neboli khand, v skt. skhand. Tyto složky se vzájemně ovlivňují, závisí jedna na druhé a vytváří to, co obvykle považujeme za svoje individuální „já“. Není žádný individuální dohlížitel, hybatel či nositel zkušenosti a žádná individuální podstata, kterou bychom mohli najít. V individuální rovině jsou jenom tyto pomíjivé, neuspokojivé a bezpodstatné fenomény. Individuálně není nikdo, kdo cítí, jen cítění, nikdo, kdo poznává, jen poznávání, nikdo, kdo jedná, jen jednání, nikdo, kdo si je vědom, jen vědomí. To ale neznamená, že neexistuje mysl či jedinec. Anátma není popřením mysli jako "takové" / jedince jako "takového" (tathá), ale pouze jako individuální podstaty či individuálna. Každá mysl či každý jedinec je ve své vrozené "buddhovské podstatě" (buddha dhátu) a v "lůně toho, který přichází takově" (Tathágatagarbha) či ve své "takovosti" (tatháta) jedinečným "ztělesněním" a "projevením" neindividuální, univerzální podstaty všeho (dharmakája, brahmakája, dharmabhúta, brahmabhúta). Kdo dojde tohoto poznání, osvobodí se z pout individuality, oddělující jedince od reality v její univerzální podstatě.
V tomto smyslu je třeba rozlišovat pojmy jedinec a jednotlivec. Každý jedinec je reálný, protože každý jedinec je jedinečným vyjádřením reality jako takové, zatímco každý jednotlivec je iluzorní či nereálný, protože každý jednotlivec je jevem jednotlivosti coby oddělenosti od okolní reality. V tomto smyslu je tak rovněž možné správně chápat význam pojmu anátma (anattá), aniž by byl založen na špatném chápání pojmu átma. Už průkopníci hinduistické džňána jógy ("poznání jednoty") dospěli k závěru, že átma není nic jiného než brahma v jednotlivé formě. Tím byly otevřeny dvě perspektivy - perspektiva pojetí brahmanu átmanem (paramátma) a perspektiva nepotřebnosti pojmu átma (anátma). Gautama Buddha se vydal touto druhou cestou a pokročil tak od hinduistického sebepojetí (pojetí átmanu brahmanem v klasické józe) a sebepoznání (poznání totožnosti átmanu a brahmanu v džňána józe) k buddhovskému sebezapření (zapření átmanu v buddhovství).
Kdo si připadá individuálně, žije v iluzi. Slova jako „JÁ“, „MOJE“, „OSOBNOST“ jsou pouhá konvenční označení, mentální koncepty, které nelze přiřadit k ničemu skutečnému. Kdyby měl každý svoji individuální podstatu, panoval by ve světě naprostý chaos. Jelikož jsou však všechny entity ve své reálné povaze jen projevy jediné reálné podstaty, která je tak univerzální, vládne veškeré realitě přirozený řád (dharma).

## Kauzalita
Nic také nevzniká nahodile bez příčiny, každý jev je podmíněn nějakým jiným jevem (jevy). Protože tyto příčiny jsou samy pomíjivé, i jejich následek musí být pomíjivý. Jediné, co není pomíjivé, je nirvána, stav prožívání dokonalé podstaty mysli.
Tvrzení o podmíněnosti všech jevů by mohlo způsobit falešný dojem, že buddhismus hlásá fatalismus a pasivitu. Buddha ovšem opakovaně učil, že nirvány nelze dosáhnout pasivně bez vlastního vytrvalého úsilí. I ke vzniku úsilí a námahy nicméně musí být vhodné podmínky.
Nirvána a Anattá velmi úzce souvisí s pojmem „prázdnoty“ (skt. šúnjatá). Vadžrajánoví mistří říkají, že prvotní prázdnota všech jevů je jedinou skutečnou realitou. V původním smyslu však Buddha učil o prázdnotě foremného světa z důvodu, aby se od něj adepti odvrátili k duchovnímu životu (viz Buddhovo učení: "Forma je prázdnota, prázdnota je forma, forma a prázdnota jsou od sebe neoddělitelné." - vede k otázce obsahu - viz učení o dharma dhátu a buddha dhátu). Prázdnota formy (šúnjatá) tak významově koresponduje s bezpodstatností individuality (anatta).